# Mellow Candle
Mellow Candle was een progressieve folkrockband uit Ierland. De band was actief tussen 1965 en 1973. De bandleden waren erg jong en zaten nog op school, toen in 1968 hun eerste single "Feelin' High" uitkwam. Clodagh Simonds was toen 15 en Alison Bools en Maria White waren beiden 16.
In 1971 werden de nieuwe bandleden Dave Williams (gitaar), Frank Boylan (basgitaar) en William Murray (drums) aan de groep toegevoegd. In deze samenstelling maakte Mellow Candle haar enige album "Swaddling Songs", dat in 1972 werd uitgebracht door Deram Records. Het album was commercieel geen succes, maar kreeg in de loop van de jaren wel veel positieve kritieken. Na dit album werd Boylan vervangen door Steve Borrill, maar kort daarna, in 1973, werd de band opgeheven. In 2004 werd van 'Swaddling Songs' een versie op cd uitgebracht.